# Pallare
Pallare (im Ligurischen: Palëre) ist eine italienische Gemeinde mit 852 Einwohnern (Stand 31. Dezember 2023) in der Region Ligurien. Politisch gehört sie zu der Provinz Savona.

## Geographie
Pallare liegt im oberen Abschnitt des Val Bormida. Die Gemeinde gehört zu der Comunità Montana Alta Val Bormida und ist circa 24 Kilometer von der Provinzhauptstadt Savona entfernt. Der höchste Berg auf dem Gemeindegebiet ist der Palina mit 1108 Metern.
Nach der italienischen Klassifizierung bezüglich seismischer Aktivität wurde die Gemeinde der Zone 4 zugeordnet. Das bedeutet, dass sich Pallare in einer seismisch inaktiven Zone befindet.

## Klima
Die Gemeinde wird unter Klimakategorie E klassifiziert, da die Gradtagzahl einen Wert von 2328 besitzt. Das heißt, die in Italien gesetzlich geregelte Heizperiode liegt zwischen dem 15. Oktober und dem 15. April für jeweils 14 Stunden pro Tag.